# 벤 쿠퍼

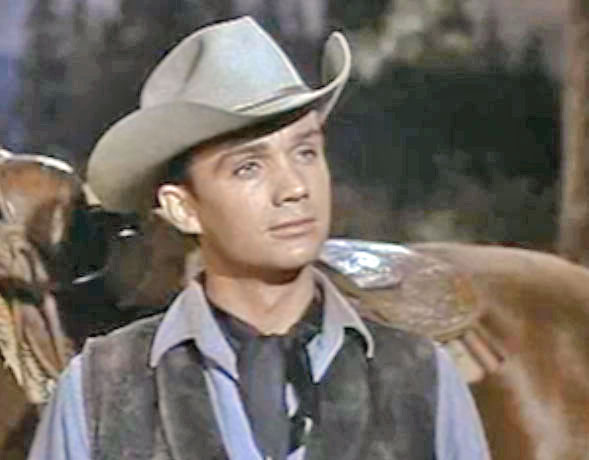

벤 쿠퍼(Ben Cooper, 1933년 9월 30일 ~ 2020년 2월 24일)는 미국의 배우, 텔레비전 배우이다.
하트퍼드에서 태어났으며 멤피스에서 사망하였다. 사인은 치매이다.

## 영화
- 라이트닝 잭 (1994년)
- 더 폴 가이 (1981년)
- 달라스 (1978년)
- 패스티스트 기타 얼라이브 (1967년)
- 전투 (1962년)
- 보난자 (1959년)
- 페리 메이슨 (1957년)
- 딜론 보안관 (1955년)
- 장미 문신 (1955년)
- 디즈니랜드 (1954년) - 행크 역
- 쟈니기타 (1954년)
- 사이드 스트리트 (1950년)